# Artocarpus reticulatus
Artocarpus reticulatus är en mullbärsväxtart som beskrevs av Friedrich Anton Wilhelm Miquel. Artocarpus reticulatus ingår i släktet Artocarpus och familjen mullbärsväxter. Inga underarter finns listade i Catalogue of Life.